# César Godoy Urrutia
César Godoy Urrutia (Teno, 6 de septiembre de 1901 - Santiago, 1 de diciembre de 1985) fue un profesor normalista y político chileno del Partido Comunista. Hijo de don Guillermo Godoy y doña Aurora Urrutia, estuvo casado en primer matrimonio con Flor María Forniachari y en segundo con María del Tránsito Herrera Ferrada.
Estudió en el Liceo de Talca, mientras su estudios secundarios los realizó en la Escuela Normal de Curicó, donde alcanzó su título de profesor en 1918.

## Actividades Públicas
- Profesor en la Escuela N.°3 de Talca y en varios recintos educacionales en Santiago.
- Colaborador en las publicaciones Consigna y Claridad.
- Secretario de la Internacional del Magisterio Americano, con sede en Buenos Aires, entre 1928 y 1929.
- Fundador y Militante del Partido Socialista de Chile en 1933.
- Regidor de Santiago (1936-1937).
- Diputado por la Séptima Agrupación Departamental "Santiago" (1937-1941); miembro de la Comisión Permanente de Gobierno Interior e integrante la Comisión Permanente de Educación Pública.
- Tras el triunfo del Frente Popular y la asunción del presidente radical Pedro Aguirre Cerda en 1939, se retira del PS. Luego se suma al Partido Socialista de los Trabajadores.
- Director del periódico Combate (1939).
- Diputado por la Séptima Agrupación Departamental "Santiago" (1941-1945); electo por votación complementaria tras la llegada del radical socialista Juan Bautista Rossetti al Ministerio de Relaciones Exteriores de Chile.
- Militante del Partido Comunista de Chile desde 1944.
- Diputado por la Séptima Agrupación Departamental "Santiago" (1945-1949); miembro de la Comisión Permanente de Gobierno Interior, de Constitución, Legislación y Justicia, de Educación Pública, y de Defensa Nacional.
- Perseguido por la Ley de Defensa Permanente de la Democracia y asilado en México (1949)
- Colaborador en diversas publicaciones literarias y políticas.
- Miembro del Comité Central del PCCh en los Congresos  XIV (abril de 1956); XV  (noviembre de 1958); XVI  (marzo de 1962); XVII (octubre de 1965); y  en el XVIII (noviembre de 1969).
- Diputado por la Séptima Agrupación Departamental "Santiago" (1961-1965); miembro de la Comisión Permanente de Relaciones Exteriores y de Trabajo y legislación Social e integrante de la Comisión Permanente de Educación Pública.
- Diputado por la Séptima Agrupación Departamental "Santiago" (1965-1969); miembro de la Comisión Permanente de Relaciones Exteriores.
- Columnista del diario Puro Chile (1970-1973)
- Preso político tras el Golpe de Estado del 11 de septiembre de 1973.
- Exiliado en México desde 1975.
- Regresó a Chile en 1984 y falleció al año siguiente.